# Merremia hederacea
Merremia hederacea es una especie de planta trepadora perteneciente a la familia Convolvulaceae. 

## Descripción
Es una planta trepadora con tallos trenzados o postrados, con tubérculos, glabros o pubescentes escasamente. Las hojas ovadas de 1,5-5 cm de largo, ampliamente cordadas, basales, obtuso apical, los márgenes enteros, crenadas, superficialmente lobuladas o profundamente 3-lobulado, glabras o pubescentes. Flores solitarias o cimosas. Sépalos ampliamente obovadas a espatuladas, con muescas en el ápice, los dos exteriores 3,5-4 mm de largo, los interiores 5 mm de largo, glabros o pilosos. Corola de color amarillo, acampanada, 6-10 (-12) mm de largo. Fruto capsular, ampliamente cónico para deprimida-globoso, de 5-6 mm de largo, las válvas arrugadas. Semillas negruzca, a corto pubescentes o casi glabra, 2.5 mm de largo.

## Distribución
Se distribuye por África tropical, Asia tropical a China, Malasia, Queensland y algunas islas del Pacífico.

## Taxonomía
Merremia hederacea fue descrita por (Burm.f.) Hallier f. y publicado en Botanische Jahrbücher für Systematik, Pflanzengeschichte und Pflanzengeographie 18(1–2): 118. 1893.
Etimología
Merremia: nombre genérico que fue otorgado en honor del naturalista alemán Blasius Merrem (1761 - 1824).
hederacea: epíteto latíno que significa "perteneciente a la hiedra".
Sinonimia
- Convolvulus acetosellifolius Desr.
- Convolvulus chryseides (Ker Gawl.) Spreng.
- Convolvulus dentatus Vahl
- Convolvulus flavus Willd.
- Convolvulus lapathifolius Spreng.
- Evolvulus hederaceus Burm. f.
- Ipomoea acetosellifolia (Desr.) Choisy
- Ipomoea chryseides Ker Gawl.
- Ipomoea dentata (Vahl) Roem. & Schult.
- Ipomoea subtriflora Zoll. & Moritzi
- Lepistemon glaber Hand.-Mazz.
- Lepistemon muricatum Span.
- Merremia chryseides (Ker Gawl.) Hallier f.
- Merremia convolvulacea Dennst. ex Hallier f.[4][5]